# Gerhard Pieschl

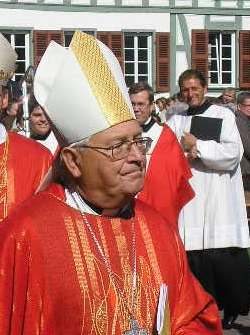
Weihbischof Gerhard Pieschl

Gerhard Pieschl (* 23. Januar 1934 in Mährisch Trübau, Tschechoslowakei) ist ein römisch-katholischer Theologe und emeritierter Weihbischof im Bistum Limburg. Er ist Familiare des Deutschen Ordens.

## Leben
Gerhard Pieschl wurde 1934 als tschechoslowakischer Staatsbürger deutscher Volkszugehörigkeit geboren. Er studierte Philosophie und Theologie an der Philosophisch-theologischen Hochschule Königstein, der Albert-Ludwigs-Universität Freiburg und der Johannes Gutenberg-Universität Mainz. Er empfing am 8. Dezember 1961 durch Bischof Wilhelm Kempf im Dom zu Limburg das Sakrament der Priesterweihe.
Von 1962 bis 1968 war er Subregens im Bischöflichen Konvikt Hadamar, später Kaplan in Bad Ems, Bad Schwalbach und Frankfurt am Main. Von 1968 bis 1977 war Pieschl Militärpfarrer, ab 1. Juni 1968 zunächst als Leitender Divisionspfarrer der 5. Panzerdivision in Diez an der Lahn, danach Militärdekan an der Schule Innere Führung der Bundeswehr Koblenz, insbesondere verantwortlich für den Bereich Politische Bildung und Ethische Bindung.
Papst Paul VI. ernannte Pieschl am 8. September 1977 zum Titularbischof von Misenum und bestellte ihn zum Weihbischof im Bistum Limburg. Die Bischofsweihe empfing Pieschl am 23. Oktober 1977 im Frankfurter Dom. Von 1978 bis 2003 war er Bischofsvikar für den synodalen Bereich sowie Domdekan des Limburger Domkapitels von September 1979 bis September 2009. Am 15. Juni 2009 nahm Papst Benedikt XVI. Pieschls aus Altersgründen vorgebrachtes Rücktrittsgesuch vom Amt des Weihbischofs im Bistum Limburg an.

## Wirken
Gerhard Pieschl war in den Jahren 1979 bis 2000 Beauftragter der Deutschen Bischofskonferenz für die katholische Polizeiseelsorge.
Von Januar 1983 bis Oktober 2009 engagierte sich Pieschl als Beauftragter der Deutschen Bischofskonferenz für die katholische Vertriebenen- und Aussiedlerseelsorge. Als Vertriebenenbischof ist er Vorsitzender der Arbeitsgruppe „Aussiedler“ sowie Vorsitzender der Arbeitsgruppe „Vertriebenenseelsorge“ der deutschen Bischofskonferenz. Pieschl koordiniert auch die Arbeit der Kanonischen und Apostolischen Visitatoren für die Gläubigen aus den Diözesen der ehemaligen deutschen Ostgebiete.
Von 2001 bis Oktober 2009 war er Mitglied der Kommission für weltkirchliche Aufgaben der Deutschen Bischofskonferenz sowie Mitglied der Unterkommission für Mittel- und Osteuropa, insbesondere Renovabis.

## Auszeichnungen und Ehrungen
Pieschl ist seit 1992 Ehrenmitglied der katholischen Studentenverbindung K.D.St.V. Ferdinandea-Prag zu Heidelberg im Cartellverband (CV).
Im Oktober 2000 wurde Pieschl zum Ehrendomkapitular des Metropolitankapitels zu Olmütz in Tschechien ernannt. Ebenfalls 2010 erhielt er die Ehrendoktorwürde der Philosophie der Universität Pécs in Ungarn.
Er wurde 1996 mit dem Verdienstorden der Bundesrepublik Deutschland (Verdienstkreuz 1. Klasse) ausgezeichnet. Er erhielt im Dezember 2006 die höchste hessische Auszeichnung, die Wilhelm-Leuschner-Medaille. Am 1. Juli 2007 wurde ihm der Schlesierschild der Landsmannschaft Schlesien in Hannover, anlässlich des Deutschlandtreffens der Schlesier 2007, verliehen. Im April 2009 wurde er von der Kreisstadt Limburg mit dem Eintrag ins Goldene Buch geehrt.
Pieschl wurde 2004 in das Familiareninstitut des Deutschen Ordens aufgenommen und 2008 in St. Elisabeth in Wien investiert.